# 文革手抄本
文革手抄本通常指中国文化大革命期间以手抄本形式流传的小说。
自1950年代起，中国大陆政治氛围多变。文学作品、书籍查禁众多，即使以中共视角创作的文学作品，仍会被查禁。文革期间，只有少量书籍允许出版，除了鲁迅作品、《金光大道》等极少数书籍外，其它小说、诗歌等作品大多划入禁书。个人创作的小说便以手抄本的形式在民间流传。
主要题材为反特侦查、爱情与性。前者代表作品有《一双绣花鞋》、《绿色尸体》、《龙飞三下江南》等，后者代表作品有《第二次握手》、《远东之花》、《少女之心》等。其中一些小说在文革后正式出版，亦有改编成电影、电视剧、戏剧等作品，一些则未能出版。
手抄本地下文學流传最甚的时候是1974年、1975年。当时社会广为流传的手抄本有300多种，其中张宝瑞的作品占到二十多种，他被誉为“东方007”。许多读者因传抄这些小说而受到过批斗，乃至被以“流氓罪”劳动教养。流传最广的作品有张扬《第二次握手》（70年代末由中国青年出版社出版，并被改编成同名电影公映）、《绿色的尸体》、《梅花党》（后公开出版）、《一只绣花鞋》（80年代末改编为电影《雾都茫茫》，2000年出版）、《余飞三下南京》（即《叶飞三下南京》）、《少女之心》（又名《曼娜回忆录》）等。
21世纪初，文化界兴起一股发掘文革手抄本的风潮。例如张宝瑞的《一只绣花鞋》、《阁楼的秘密》等。

## 相关
- 秘密出版物